# Weligama
Weligama (syng. වැලිගම, tamil. வெலிகாமம்) – miasto w Sri Lance, w prowincji Południowa.